# Moritz von Leonhardi
Wilhelm Georg Moritz Freiherr von Leonhardi (* 9. März 1856 in Frankfurt am Main; † 27. Oktober 1910 in Groß-Karben, Hessen) war ein deutscher Anthropologe.

## Leben
Leonhardi war ein Sohn des bevollmächtigten Ministers Freiherr Ludwig von Leonhardi (1825–1884) und der Luise, geb. von Bennigsen. Er wuchs in Karben und Darmstadt auf. In Heidelberg studierte er Jura, was er krankheitsbedingt abbrechen musste. Seitdem lebte und arbeitete er als Privatgelehrter in Groß Karben. Moritz von Leonhardi ist ein Neffe des liberalen Politikers Rudolf von Bennigsen.

## Politik
Von 1902 bis zu seinem Tod im Jahr 1910 war Leonhardi Mitglied in der ersten Kammer der Landstände des Großherzogtums Hessen, des damaligen Landtags.

## Wissenschaft
Angeregt durch die neuartigen Veröffentlichungen von Walter Baldwin Spencer und Francis James Gillen über australische Kulturen knüpfte er seit 1899 gezielt Kontakte zu Missionaren in Australien und Neuguinea, insbesondere zu Carl Strehlow, Missionsleiter im zentralaustralischen Hermannsburg. Ab 1907 griff Leonhardi mit der Veröffentlichung des ersten Bandes der Aranda- und Loritja-Stämme in die seinerzeit lebhaft geführte anthropologische Forschungsdebatte ein. Dabei ging es ihm unter anderem um die Anerkennung und die positive Wertung der Existenz eines Hochgottes bei den Aranda. Leonhardi setzte sich in offenen Gegensatz zu den seinerzeit maßgeblichen Wissenschaftlern Spencer und Gillen.
Die zeitgenössische Debatte um 1900 war von einem erheblichen Mangel an Anerkennung gegenüber den aus europäischer Sicht neu entdeckten Kulturen der Aborigines geprägt. So waren Spencer und Gillen an der evolutionistischen Kulturanthropologie von Edward Tylor und James Frazer orientiert. Leonhardi vertrat dagegen einen humanistischen Anthropologiebegriff in der Tradition von Adolf Bastian und Rudolf Virchow. Die Forderung nach Anerkennung der Aborigine-Kulturen hat Leonhardi vor allem in der Zusammenarbeit mit Carl Strehlow durch einen präziseren Umgang mit Quellen als den seiner wissenschaftlichen Gegner untermauern können. Im 21. Jahrhundert stellen die Texte daher eine mögliche Grundlage für politische Forderungen der Aborigines dar. (Kenny, 65) Die von Strehlow und Leonhardi an Gillen und Spencer heftig geübte Kritik, völlig falsche Übersetzungen und Interpretationen, wie bei dem Aranda-Wort „Alcheringa“ mit „Dreamtime“ bzw. „Traumzeit“ geleistet zu haben, was Auswirkungen bis in die heutige Populärliteratur hat, wird in der jüngeren Forschung wieder aufgegriffen. (Völker, Nicholls)
Aufgrund seiner angegriffenen Gesundheit war Leonhardi selbst nie in Australien. Als Lehnstuhlforscher war er auf enge Zusammenarbeit mit Partnern vor Ort angewiesen. Mit Carl Strehlow stand er in regem Briefwechsel. Darin formulierte er an Strehlow umfangreiche Fragenkataloge zu Themen wie Geografie, Sprache, Sozialsystem, Heiratsregeln, Totemismus, Initiationsriten, Monotheismus, Seelenvorstellungen, Bestattungsritualen, Bekleidung, Schmuck oder Zeremonialleben. Monotheistische Vorstellungen waren für ihn von besonderer Bedeutung. Obwohl Leonhardi zeitlebens nur zu australischen Themen veröffentlichte, handelte er aus einem übergreifenden anthropologischen Interesse heraus und arbeitete ebenfalls über Kulturen in Europa, Nordamerika und Neuguinea.
Schritt für Schritt hob Moritz von Leonhardi die Grenzen zwischen Informant und Wissenschaftler auf, indem er die Missionare mit Fachvokabular und Lehrmeinungen anderer Wissenschaftler vertraut machte und ihnen u. a. von ihm selbst kommentierte aktuelle Fachliteratur zuschickte. Damit gestand er den Missionaren eigene wissenschaftliche Meinungen zu. Leonhardi veröffentlichte auch die Aufzeichnungen der Missionare in deren Namen. Eine für Lehnstuhlforscher damals unübliche Methode, nur als Bearbeiter und nicht selbst als Verfasser in Erscheinung zu treten. Neben inhaltlichen Diskussionen wurde dadurch eine Debatte über methodische Fragen der Datenbeschaffung, Feldforschung und wissenschaftlichen Umgang mit Quellen provoziert.
Im Zuge des Austauschs hat Moritz von Leonhardi ethnographische, zoologische und botanische Objekte nach Europa bringen lassen und an verschiedene Museen, vor allem an das Völkerkunde-Museum in Frankfurt am Main (heute Museum der Weltkulturen) sowie das Senckenberg-Institut, gegeben. In Groß Karben wurden in einem dafür errichteten Gewächshaus zahlreiche australische Pflanzen erstmals in Europa ausgesät und die ausgewachsenen Pflanzen anschließend von ihm zur Bestimmung an das Forschungsinstitut Senckenberg nach Frankfurt gebracht.

## Nachwirkungen und Ehrungen
Leonhardi konnte sich bis zu seinem Tod gegen die gut organisierten Netzwerke von Spencer und Gillen nicht durchsetzen. Mit seinem frühen Tod kam die deutschsprachige anthropologische Forschung über Australien für längere Zeit zum Erliegen. Sein eigenes Netzwerk wurde durch seinen Tod führungslos und zerfiel. Insbesondere Strehlow fehlte seitdem die Zugangsmöglichkeit zu wissenschaftlichen Diskursen. Die von Leonhardi initiierte und bearbeitete Zeitschrift mit den Schriften Strehlows wurde unter anderem von Lucien Lévy-Bruhl (La Mythologie Primitive), Émile Durkheim (Les formes élémentaires de la vie religieuse) und Elias Canetti (Masse und Macht) rezipiert. In jüngerer Zeit setzt eine erneute Rezeption ein.
Er wurde für seine Forschungen geehrt, indem verschiedene Tiere, u. a. die Faltenwespe Belonogaster leonhardii, die Eidechse Ctenotus leonhardii, der Australian Jewel Spider Austracantha minax leonhardii oder der Erdwolf Alopecosa leonhardii nach ihm benannt wurden. Das Museum für Völkerkunde in Frankfurt am Main erklärte ihn zum ewigen Mitglied.

## Publikationen
- Über einige religiöse und totemistische Vorstellungen der Aranda und Loritja in Zentralaustralien. In: Globus. Band 91, 1907, S. 285–290
- Einige Sagen des Arandastammes in Zentral Australien. gesammelt von Missionar C. Strehlow, Hermannsburg, Südaustralien, In: Globus. Band 92, 1907, S. 123–126
- Über einige Hundefiguren des Diristammes in Zentralaustralien. In: Globus. Band 94, 1908, S. 378–380
- Der Mura und die Maramura der Dieri. In: Anthropos. Band 4, 1909, S. 1065–1068
- Geschlechtstotemismus. In: Globus. Band 97, 1910, S. 339
- Carl Strehlow: Die Aranda- und Loritja-Stämme in Zentral-Australien. Hg. Städtisches Völkerkunde-Museum Frankfurt am Main, 5 Bände, Band 1–4 bearbeitet von Moritz Freiherr von Leonhardi, Frankfurt 1907–1920